# Renee Pornero
Renee Pornero, nombre artístico de Manuela Prietl (Graz, 24 de octubre de 1979), es una ex actriz pornográfica austriaca. Es considerada como la más famosa estrella de cine para adultos proveniente de su país. Se declara abiertamente bisexual.

## Biografía
La primera vez de Pornero frente a una cámara en Europa fue en octubre de 2001, luego de lo cual se mudó a los Estados Unidos. Incluso durante su Matura (el examen final de una educación superior) Pornero comenzó a hacerse un hueco en la industria del porno. El Posando correspondiente adquirió en los tres años anteriores, en los que usted como un modelo trabajado. En octubre de 2001, participó en una fundición de la empresa Videorama en parte, al sucesor de Gina Wild competir. Ella fue contratada posteriormente para varias producciones. A través de sus numerosas apariciones en televisión en series como Wa (h) re Liebe Pornero ganó notoriedad rápidamente.
En noviembre de 2002 Pornero se mudó a Los Ángeles. Desde entonces, ella ha trabajado en más de 200 películas que se filmaron en su mayor parte en los Estados Unidos y que temáticamente suelen encontrarse en el género de Pornografía gonzo, muy impulsado y consumido en ese país.
A menudo también se la encontraba en producciones sobre fetiches, donde el Domina o los esclavos mimos. Premios adicionales que ganó por su papel protagonista en los vegetarianos para carnalidad obligados parte II (dirigida por Andreas Bethmann alias AM Bertucci / X-Rated).
Sus parejas de cine estaban entre muchos otros Louisa Lamour, Conny Dachs, Nikita Denise, Steve Holmes, Katja Kassin, Katsuni, Taylor St. Claire, Steven St. Croix.
Desde 1999, el sitio web oficial de Pornero en línea, además, opera una tienda en internet, sobre las que no censuradas películas y juguetes sexuales mercados. Sin embargo, más populares son su foro y su blog. Todos los proyectos web están diseñados y administrados por Pornero personalmente. Mientras tanto Pornero vive en Viena y está trabajando en sus propias producciones.
En 2006 protagonizó la película de terror Exitus interruptus - La muerte es sólo el principio, el papel principal en el Andreas Bethmann dirigió y 2008 su sucesor Exitus II: House of Pain.
2005 ganó el Pornero Premio Eroticline (anteriormente "premios Venus") a la Mejor Actriz en Europa. En 2007, estuvo en la categoría de "Mejor Actriz Alemania" de nuevo nominado. La publicó en 2007 la película "vienés", fue su debut como director. En 2008 anunció el fin de su carrera porno.

## Filmografía
La siguiente lista contiene principalmente los títulos que se han estrenado en cines:

### Actriz
- 2006: Exitus interruptus - Der Tod ist erst der Anfang
- 2008: Exitus II: House of Pain
- 2014: Terror Creek (como Renee)

### Directora
- 2007: Viennese
- 2007: Sextape
- 2008: In Bed with Tyra
- 2009: Little Josefine

### Guionista
- 2007: Viennese

### Asistente
- 2005: Howard Stern Show (3 episodios)
- 2003–2004: Wa(h)re Liebe (2 episodios)

### En material de archivo
- 2001: Das Beste aus Teeny Exzesse 8
- 2004: Magmas superheisse Star Revue
- 2005: Assfensive 3

## Premios
- 2005 Premios Eroticline ganadora – Mejor Actriz (Europea)[7]

## Aclaración
Este artículo fue parcialmente traducido de la versión original en alemán.